# Война и мир (опера)
«Война́  и мир» — опера Сергея Прокофьева, в тринадцати картинах с хоровым прологом, на либретто композитора и Миры Мендельсон по одноимённому роману Льва Толстого.

## История создания
Замысел создания оперы на этот сюжет появился у Прокофьева по-видимому очень рано. Первая жена композитора Лина Ивановна Прокофьева писала: 
Когда же в 1935 году Сергей Сергеевич, давая концерт в Челябинске, случайно встретился с певицей Верой Духовской и попросил ее дать ему что-нибудь почитать, она предложила „Войну и мир” Толстого. И тогда он ей рассказал, что давно мечтает написать оперу на этот сюжет, но все откладывает, сознавая, что такая тема потребует очень большой и длительной работы
. Существует также важное свидетельство второй жены, Миры Мендельсон-Прокофьевой: 
„Война и мир” была первым произведением, прочитанным мною Сергею Сергеевичу вслух... Когда я дошла до страниц, описывающих встречу раненого князя Андрея с Наташей, Сергей Сергеевич сказал мне, что чувствует эту сцену как оперную, и именно с этого момента начал думать о „Войне и мире” как оперном сюжете. В апреле 1941 года он записал намеченный нами краткий план либретто оперы
 Таким образом, первые рукописи, относящиеся к опере, появились весной 1941 года. Начало Великой Отечественной войны побудило композитора отложить все прочие работы и вплотную заняться осуществлением именно этого замысла. Уже к 13 апреля 1942 года был полностью готов клавир оперы в первом варианте, включавший в себя 11 картин. 
В клавире опера была отослана в Комитет по делам искусств, сопровожденная письмом на имя М.Б.Храпченко. В ответном письме содержалась высокая оценка лирических картин и пожелания доработок. В частности, предлагалось подумать об усилении драматической и героической линии, а также высказывались сомнения в уместности начала оперы с лирической картины. Пересмотр оперы происходил до ноября 1942 года. В этой версии, в частности, был введен Эпиграф. В работе принимал участие С. Эйзенштейн, предложивший некоторые улучшения. В конце ноября Прокофьев в Москве на прослушивании оперы встретился с дирижёром С. Самосудом, который также предложил внести ряд исправлений, которые композитор учёл. В новом варианте клавир оперы впервые был издан с помощью стеклографа. По воспоминаниям Самосуда композитор предполагал привлечь Эйзенштейна (с которым он уже плодотворно работал при написании музыки к фильму «Александр Невский») к постановке своей оперы ещё в период работы над «Семёном Котко», однако в связи с занятостью режиссёра этим планам не удалось осуществиться. По словам Самосуда: «Обдумывая постановку, Эйзенштейн стал даже делать зарисовки-эскизы планировки, пространственного, цветового решения отдельных эпизодов „Войны и мира“ (в его архиве сохранилось свыше десятка таких набросков). Начал говорить он и о возможных доработках, переакцентировках в построении либретто…». Однако позже в связи загруженностью Эйзенштейна и его болезнью осуществить совместную театральную постановку им не удалось. По мнению дирижёра, опера Прокофьева во всём своём масштабе может быть по-настоящему раскрыта и донесена до слушателя-зрителя не столько театральными средствами, сколько кинематографическими: «Убеждён, что если бы Эйзенштейну удалось свершить задуманную им постановку „Войны в мира“» в театре, то этот спектакль стал бы для него лишь эскизом к будущей киноопере „Война и мир“».

Намеченная постановка оперы в Большом театре не состоялась в связи с уходом из театра С. Самосуда. Однако работа композитора над оперой продолжалась и дирижёр настойчиво продвигал оперу на сцену. 7 июня 1945 года состоялось концертное исполнение оперы  в Большом зале консерватории в Москве. Вскоре Самосуд был назначен художественным руководителем Ленинградского Малого оперного театра (МАЛЕГОТа) и смог, наконец, приступить вплотную к постановке «Войны и мира». Именно тогда возникла идея двухвечернего спектакля. Для новой постановки Прокофьев расширил план оперы, в частности добавив ещё две картины — «Бал у Екатерининского вельможи» и «Военный совет в Филях». Премьера первой части оперы (с присоединенной к ней картиной «Перед Бородинским сражением») состоялась 12 июня 1946 года (Режиссёром этой постановки был молодой Борис Покровский). Вторую часть (по воспоминаниям С. Самосуда) предполагалось показать в следующем сезоне. Тем не менее полную постановку на сцене МАЛЕГОТа осуществить не удалось, этому помешали процессы, связанные с выходом в свет печально знаменитого Постановления об опере "Великая дружба" Мурадели. Самосуд вспоминал, что «...Осенью 1948 года Малый оперный театр сделал новую попытку довести спектакль до зрителя» . Был организован новый закрытый просмотр с последующим обсуждением. К сожалению, несмотря на выступления в пользу оперы (в частности, Д. Кабалевского), опера в двухвечернем варианте принята к постановке не была. Было высказано предложение попытаться объединить обе части оперы в одну, сделав максимальные купюры в отношении всего, что вызывало возражения. Прокофьев пошёл на уступки и разметил возможные сокращения. Этот список купюр вошёл позднее в авторское примечание к клавиру оперы. Однако 
это было, как сам он не раз говорил, не то, что хотя бы с относительной полнотой воплощало его замысел
.
Вплоть до 1952 года Прокофьев продолжал работать над произведением, вставляя, заменяя и редактируя отдельные эпизоды оперы. Тем не менее окончательной постановки оперы в театре ему увидеть не удалось. 
Полная постановка оперы была осуществлена на сцене МАЛЕГОТа в 1955 году и на сцене Большого театра в 1959 году. Таким образом, работа над оперой в общей сложности заняла у Прокофьева времени больше, чем любое другое его произведение.

Опера вызвала большой интерес Дм. Шостаковича, который писал: 
Я, как и многие, считаю эту оперу гениальной. Особенно поражает в ней та правда интонирования, в которой отражены детальнейшие душевные движения персонажей. Но разве эти персонажи — те же самые образы, что живут на страницах великого русского романа? И разве поэтому само содержание оперы Прокофьева тождественно содержанию сочинения Толстого, с его собственной философией, его собственным отношением к широко показанной русской действительности XIX века? Мне думается, нет. Прокофьев создал свою оперу, свою „Войну и мир".

## Либретто
Либретто сделано самим композитором в содружестве с Мирой Мендельсон на основе романа-эпопеи Льва Толстого "Война и мир". В работе над оперой был использован широкий круг источников. По воспоминаниям Миры Мендельсон-Прокофьевой: 
Мы знакомились с литературой о 1812 годе, о фельдмаршале Кутузове. Читали Тарле, путеводитель по местам боев Бородинского сражения, сборники русских народных песен, пословиц, поговорок того времени, записки поэта-партизана Дениса Давыдова (откуда использовали текст для арий Денисова и частично для эпиграфа). В сборнике „Изгнание Наполеона из Москвы” мы нашли подходящий текст для хоровых эпизодов в картинах „Перед Бородинским сражением” и „Москва” (средняя часть хора в начале картины — „Чу!., и к нам уж налетела иноземна саранча” и хор солдат „По-старинному, по-суворовски” — в картине „Перед Бородинским сражением”; хор жителей Москвы „В ночку темную и немесячну” в финале картины „Москва”). Иногда приходилось писать текст уже после того, как Сергеем Сергеевичем была написана музыка. В таких случаях он давал мне определенные размеры, соответственно которым должны были быть написаны стихотворные тексты (на основе текстов народных песен)» (36, с. ).
 Важной задачей стало максимально широкое отображение проблематики романа в музыке оперы, в связи с чем опера также разрастается до огромных размеров (не случайно Прокофьев предполагал возможность исполнения оперы в два вечера). Либретто имеет свойство "фрагментарности", то есть события, происходящие между картинами часто не показаны, они домысливаются на основе реплик действующих лиц - это дает возможность сделать широкий охват исторического контекста и усиливает эпическое звучание оперы. Характерной особенностью либретто также стало присутствие большого количества эпизодических действующих лиц, заимствованных из романа, в том числе людей, имевших реальные исторические прототипы - Наполеон, император Александр I, фельдмаршал Кутузов и др.
При создании либретто Прокофьев ставил специальную художественную задачу как можно более точного приближения художественного мира оперы к первоисточнику — роману Толстого. Поэтому либретто было написано в прозе с включением многих фрагментов прямой речи, заимствованных непосредственно из романа.
Кроме романа Толстого в обработке Прокофьева, в опере использованы также подлинные тексты авторов XVIII и XIX века: в первой картине оперы фрагмент из стихотворения В. Жуковского "Вечер (Элегия)" ("Ручей, виющийся по светлому песку"); во второй картине оперы фрагмент из "Оды на день восшествия на престол ее величества государыни императрицы Елисаветы Петровны 1748 года" М. Ломоносова  ("Да движутся светила стройно"), а также фрагмент стихотворения К. Батюшкова "Веселый час" ("Вы ль, други милые, со мною"). Фрагмент из литературных дневников Дениса Давыдова вместе цитатами из романа Толстого частично вошёл в текст Эпиграфа.

## Действующие лица
- Князь Николай Андреевич Болконский — бас (низкий, саркастический); картина 3
- Князь Андрей Болконский, его сын — баритон (высокий); картины 1, 2, 8, 12
- Княжна Марья, сестра князя Андрея — меццо-сопрано; картина 3
- Граф Илья Андреевич Ростов — бас (мягкий, баритональный); картины 2, 3, 4
- Наташа, его дочь — лирико-драматическое сопрано; картины 1, 2, 3, 4, 6, 12
- Соня, кузина Наташи — меццо-сопрано; картины 1, 2, 4, 6
- Ахросимова Марья Дмитриевна, родственница Ростовых — меццо-сопрано (властное); картины 2, 6
- Фельдмаршал Михаил Илларионович Кутузов — бас; картины 8, 10, 13
- Пьер Безухов — тенор драматический; картины 2, 6, 7, 8, 11, 13
- Элен Безухова — контральто; картины 2, 4, 7
- Анатоль Курагин, брат Элен — тенор; картины 2, 4, 5, 6, 7
- Поручик Долохов, приятель Курагина — бас; картины 2, 5, 6
- Ямщик Балага — бас (высокий, лихой); картина 5
- Цыганка Матреша — контральто; картина 5
- Подполковник Денисов — баритональный бас; картины 7, 8, 13
- Платон Каратаев — тенор (мягкий); картина 11
- Император Александр I — без пения; картина 2
- Перонская — сопрано; картина 2
- Хозяин бала — тенор; картина 2
- Хозяйка бала — сопрано; картина 2
- Адъютант на балу — баритон
- Лакей на балу — тенор
- Старый лакей Болконского — баритон; картина 3
- Горничная Болконских — меццо-сопрано; картина 3
- Камердинер Болконских — бас; картина 3
- Дуняша, горничная Ахросимовой — сопрано (не высокое); картины 6, 11, 13
- Гаврила, лакей Ахросимовой — баритон или бас; картина 6
- Тихон Щербатый — бас (без низких нот); картины 8, 13
- Федор — тенор (без высоких нот); картины 8, 13
- Матвеев — баритон; картины 8, 13
- Старостиха Василиса — меццо-сопрано; картины 8, 13
- Тришка — контральто (травести); картина 8
- Вестовой князя Андрея — низкий тенор; картина 8
- Мавра Кузьминична, ключница Ростовых — контральто; картина 11
- Иванов — тенор (пронзительный); картина 11
- Адъютант Кутузова — тенор (резкий); картины 8, 13
- Генерал Бенигсен — бас; картина 10
- Генерал Барклай де Толли — тенор; картина 10
- Генерал Ермолов — бас; картина 10
- Генерал Раевский — баритон; картина 10
- Коновницын — тенор; картина 10
- Запевала — баритон; картина 10
- Девочка Малаша — без слов; картина 10
- 1-й штабной офицер — тенор; картина 8
- 2-й штабной офицер — бас; картина 8
- Император Франции Наполеон — баритон; картины 9, 11
- Метивье, французский доктор — мягкий, бархатный баритон или бас; картина 7
- Французский аббат — тенор; картина 7
- Маршал Бертье — баритональный бас; картина 9
- Маршал Коленкур — без слов; картина 9
- Генерал Бельяр — бас (грубый, без низких нот); картина 9
- Министр двора де Боссе — тенор (комический); картина 9
- Адъютант Наполеона — бас (высокий); картина 9
- Адъютант маршала Мюрата — контральто (травести); картина 9
- Адъютант генерала Кампана — тенор; картина 9
- Адъютант принца Евгения — тенор; картина 9
- Голос за кулисами — тенор (высокий); картина 9
- Маршал Даву — бас (густой, мрачный, но без низких нот); картина 11
- Капитан Рамбаль — бас; картины 11, 13
- Лейтенант Бонне — тенор
- Жерар — тенор; картина 11
- Жако — бас; картина 11
- Молодой фабричный — тенор (можно баритон); картина 11
- Лавочница — низкое сопрано; картина 11
- Французский офицер — баритон; картина 11, 13
- 1-я французская актриса — сопрано; картина 11
- 2-я французская актриса — меццо-сопрано; картина 11
- Конвойный — без слов; картина 13
- 1-й немецкий генерал — без пения; картина 8
- 2-й немецкий генерал — без пения; картина 8
- 1-й сумасшедший — тенор; картина 11
- 2-й сумасшедший — бас (высокий); картина 11
- 3-й сумасшедший — без слов; картина 11
- Гости на балах, русские офицеры, солдаты, партизаны и ополченцы, жители Москвы, французские офицеры и солдаты и пр.

Действие происходит в России с 1809 по 1812 год.

## Краткое содержание

### Картина первая
Князь Андрей Николаевич Болконский гостит в имении графа Ростова, он полон безрадостных размышлений о настоящем и будущем. Внезапно он слышит пение и диалог Наташи Ростовой и Сони в верхних покоях. Это отвлекает его от печальных раздумий. Наташа взволнована красотой весенней ночи, её слова трогают князя Андрея и настраивают его размышления на более светлый лад.

### Картина вторая
Великосветский бал у Екатерининского вельможи. Съезжаются приглашённые. Среди них граф Ростов с дочерью, Пьер Безухов с женой-красавицей Элен, её брат Анатоль Курагин. Танцы и веселье в разгаре, Наташа Ростова впервые на большом балу — она хочет танцевать, чтобы показать себя. Пьер Безухов подводит её к Андрею Болконскому, который приглашает её на тур вальса. Наташа счастлива, Андрей очарован ею.

### Картина третья
Андрей сделал Наташе предложение, теперь она должна познакомиться с родными жениха. Однако старый князь оскорблен помолвкой своего сына с Наташей, он считает это недостойным для своего сына и отказывается принять гостей. Встревоженный Ростов оставляет Наташу с сестрой Андрея княжной Марьей. Между ними идет натянутая беседа. Входит старик Болконский. Он резок со своей дочерью и с Наташей, оскорбляя её. Наташа кидается к вернувшемуся отцу, умоляя забрать её. Княжна Марья пытается заговорить о князе Андрее, но диалог не получается.

### Картина четвертая
Бал у Элен Безуховой. Анатоль Курагин признается Наташе в любви, пытаясь соблазнить её. Наташа растеряна и смущена, она не в силах разобраться в охвативших её чувствах, ей кажется, что она любит Анатоля.

### Картина пятая
Кабинет Долохова. Друзья готовятся к отъезду Анатоля. Курагин предается мечтам о скорой встрече с Наташей, которую он собирается сегодня похитить и увезти за границу. Долохов пытается отговорить Анатоля от рискованной затеи, но Курагин непреклонен: он не желает думать о последствиях. С лихой тройкой прибыл ямщик Балага. Анатоль прощается с цыганкой Матрешей и отправляется в путь.

### Картина шестая
Наташа ожидает Курагина. Соня выдала тайну побега Ахросимовой. Едва появившись, Анатоль видит ситуацию и исчезает. Ахросимова выговаривает Наташе, которая находится в состоянии отчаянья. Пьер Безухов сообщает, что Анатоль не мог быть её женихом, он женат. Пытаясь утешить Наташу, Пьер нечаянно выдает ей свои собственные чувства. Однако она оглушена услышанным, ей кажется, что жить не имеет смысла и она пытается покончить с собой.

### Картина седьмая
После посещения Ахросимовой Пьер возвращается домой, где застает Анатоля. В ярости Пьер требует от него вернуть письма Наташи и немедленно покинуть Москву. Испуганный Анатоль соглашается. Трусость Курагина вызывает презрение и ненависть Пьера. Его печальные размышления прерываются известием о начале войны с Наполеоном.

### Картина восьмая
На Бородинском поле группа ополченцев строит укрепления. Они полны решимости выиграть предстоящий бой. Невдалеке подполковник Денисов рассказывает командиру егерского полка Андрею Болконскому о своём плане партизанской войны. Встреча с Денисовым всколыхнула в душе князя Андрея воспоминания недавнего прошлого. Радостно приветствуемый войсками, фельдмаршал Кутузов обходит позиции. Он обращается к проходящим полкам со словами, вдохновляющими на подвиг. Кутузов подзывает князя Болконского и предлагает ему служить в штабе. Но Болконский не хочет расставаться с людьми, которых полюбил в дни грозных испытаний. Раздаётся гром первых выстрелов — начинается Бородинское сражение.

### Картина девятая
Шевардинский редут. Отсюда Наполеон следит за схваткой. Он не сомневается в успехе. Однако вместо привычных сообщений о блистательных победах один за другим прибывают адъютанты маршалов, прося подкрепления. Наполеон растерян. Он не в силах понять, почему руководимые им войска не обращают в бегство неприятеля, почему военное счастье изменило ему.

### Картина десятая
Военный совет русского командования в Филях. Кутузов призывает решить вопрос — рисковать ли потерей армии в сражении под Москвой или оставить город без боя. Выслушав генералов, фельдмаршал даёт приказ об отступлении. Все расходятся. Кутузов остаётся один, погруженный в раздумье о судьбе Родины.

### Картина одиннадцатая
Пожар на улицах Москвы. Армия разбрелась по домам, охваченная азартом грабежа. С гневом наблюдают оставшиеся москвичи за разбоем французов.

### Картина двенадцатая
Темная изба. Тяжело раненый князь Андрей лежит в бреду. В его болезненно возбуждённом сознании бессвязно чередуются кошмары, воспоминания о минувших днях и мучительное предчувствие приближающейся смерти. Он многое увидел иначе, ему хочется вернуть прошлое и снова увидеть Наташу. В дверях показывается она. В момент просветления его сознания она бросается к князю Андрею и молит простить её за все страдания, которые причинила ему. Князь Андрей успокоен, он погружается в воспоминание о музыке вальса, который когда-то танцевал с ней. Однако тихий покой снова прерывается болью и мучительным, смертным бредом…

### Картина тринадцатая
Остатки армии Наполеона беспорядочно отступают по заснеженной Смоленской дороге, пробиваясь сквозь пургу и метель. Но при этом всё же ведут с собой под конвоем русских пленных, среди которых Пьер Безухов и Платон Каратаев. Платон совсем выбился из сил и не может больше идти, тогда французы убивают его. На отступающий французский отряд нападают партизаны во главе с Денисовым, Долоховым и Щербатым. После короткого боя они собираются вокруг освобождённых пленных. Радостными возгласами партизаны встречают появление Кутузова, который обращается к народу с благодарностью за мужество в борьбе с врагом. Слова фельдмаршала вызывают всеобщий подъём.

## Премьеры и исполнения
- В концертном исполнении 16 октября 1944, Москва;
- 1-я часть (8 картин) пост. 12 июня 1946, Ленинградский Малый оперный театр (Наташа Ростова — Лаврова, князь Андрей — Петров, Пьер Безухов — Чишко, старый князь Болконский — Журавленко, Анатоль Курагин — Андрукович, Ахросимова — Головина, Кутузов — Бутягин; дирижёр Самосуд, пост. Покровского, худ. Дмитриев).
- Во 2-й ред. «Война и мир» ставилась в концертном исполнении в июне 1953, Москва;
- 1 апр. 1955 (11 картин) пост. Ленинградским Малым оперным театром (Наташа Ростова — Лаврова, князь Андрей — Шапошников, Пьер Безухов — Глебов, Старый князь Болконский — Матусов, Анатоль Курагин — Андрукович, Ахросимова — Головина, Кутузов — Бутягин, Наполеон — Модестов; дирижёр Грикуров, пост. Покровского, худ. Дмитриев);
- 8 ноября 1957 — Муз. театр им. Станиславского и Немировича-Данченко, московская премьера полной ред. в 13 картинах, (Наташа Ростова — Каевченко, князь Андрей — Морозов, Пьер Безухов — Щавинский, Элен Безухова — Левко, Анатоль Курагин — Радзиевский, Ахросимова — Янко, Кутузов — Пирогов, Наполеон — Канделаки; дирижёр Шавердов, реж. Баратов и Златогоров, худ. Волков, хормейстер Степанов);
- 15 декабря 1959 — Большой театр, Москва (Наташа Ростова — Галина Вишневская, князь Андрей — Кибкало, Пьер Безухов — В. Петров, Анатоль Курагин — Масленников, Кутузов — Кривченя, Наполеон — Лисициан, Ахросимова — Авдеева, Элен — Архипова; дирижёр Мелик-Пашаев, постановка Бориса Покровского, худ. Рындин, хормейстеры Рыбнов и Хазанов);
- 3 ноября 1956 «Война и мир» поставил Театр оперы и балета им. Шевченко, Киев (Наташа Ростова — Пономаренко, князь Андрей — Пузин, Пьер Безухов — Борищенко, Кутузов — Роменский, Наполеон — Козак; дирижёр Климов, реж. Скляренко, худ. Петрицкий, хормейстеры Колесников и Венедиктов, балетмейстер Ярыгина).

### За рубежом
- 25 июня 1948 — Пражский национальный театр (в первой редакции)
- 26 мая 1953 — Флорентийский музыкальный май (в третьей редакции)
- 1957 — Софийская нар. опера (Наташа Ростова — Попова и Георгиева, князь Андрей — Генов и Янков, Пьер Безухов — Бодуров, Анатоль Курагин — Арсов и Цолов, Ахросимова — Тодорова, Кутузов — Попов; дирижёр Найденов, постановка сов. режиссёра Б. Покровского, худ. Попов).
- 28 сентября 1973 — Сиднейский оперный театр (первая постановка, произведённая в этом здании с момента постройки).
- 30 сентября 2018 — Государственный театр Нюрнберга; дирижёр Йоана Мальвиц, постановка: Йенс-Даниэль Херцог[нем.]
- 5 марта 2023 — Баварская государственная опера; дирижёр Владимир Юровский, режиссёр Дмитрий Черняков.

## Аудиозаписи
- Исполнители: Андрей Болконский — Евгений Кибкало, Наташа Ростова — Галина Вишневская, Пьер Безухов — Владимир Петров, Элен Безухова — Ирина Архипова, Анатоль Курагин — Алексей Масленников, граф Ростов — Николай Щегольков, Соня — Валентина Клепацкая, князь Болконский — Александр Ведерников, княжна Марья — Кира Леонова, Ахросимова — Евгения Вербицкая, Долохов — Георгий Панков, Кутузов — Алексей Кривченя, Барклай-де-Толли; Платон Каратаев — Георгий Шульпин, генерал Раевский — Владимир Валайтис, Наполеон — Павел Лисициан, капитан Рамбаль — Артур Эйзен. Хор и оркестр Большого театра, дирижёр Александр Мелик-Пашаев. 1961.
- Исполнители: Наташа Ростова — Галина Калинина, Андрей Болконский — Юрий Мазурок, Пьер Безухов — Евгений Райков, Элен Безухова — Тамара Синявская, граф Ростов — Артур Эйзен, Соня — Нина Терентьева, Ахросимова — Лариса Авдеева, Перонская — Элеонора Андреева, Кутузов — Александр Ведерников, Метивье — Анатолий Мишутин, Наполеон — Александр Ворошило, хор и оркестр Большого театра СССР, дирижёр — Марк Эрмлер, 1981 год.
- Исполнители: Наташа — Екатерина Морозова, Андрей — Родерик Вильямс, Пьер — Джастин Лавендер, Кутузов — А. Юинг, Наполеон — Алан Опи, Элен — Елена Ионова, Анатоль — Олег Балашов, Ахросимова — Виктория Ливенгуд, хор Государственной Академической Симфонической капеллы России п/у В. Полянского, оркестр фестиваля в Сполето (Италия), дирижёр — Ричард Хикокс, 1999 год.

## Экранизация
- Война и мир / War and Peace, Австралия, 1973, ТВ.Сиднейский оперный театр Режиссёр Джон Вернон. В ролях: Андрей — Том Макконнелл, Наташа — Эйлен Хэннан[англ.], мадам Ахросимова— Росина Рейсбек[англ.],
- Война и мир /  War and Peace, Великобритания, 1991, ТВ, постановка Грэма Вика, телережиссёр Хамфри Бертон[англ.] Постановка Петербургского театра оперы и балета имени Кирова. Под управлением Валерия Гергиева.
- Война и мир / La guerre et la paix, Франция, 2000, ТВ Парижская национальная опера, постановка Франчески Замбелло, телережиссёр Франсуа Руссийон. В ролях: Андрей — Нэйтан Ганн[англ.], Наташа — Ольга Гурякова, Ахросимова — Елена Образцова, Элен — Елена Заремба

## Издания
- Партитура, Прокофьев С. С., Собр. соч., тт. 7а, б, М." Музгиз, 1958;
- Клавир, Собр. соч., тт. 6а, б, М., Музгиз, 1958.